# La Chapelle-Urée
Pour les articles homonymes, voir La Chapelle.
La Chapelle-Urée est une commune française, située dans le département de la Manche en région Normandie, peuplée de 171 habitants.

## Géographie
| Le Grand-Celland                              | Le Grand-Celland, Reffuveille                 | Reffuveille                                                |
| Isigny-le-Buat (comm. ass. de Montgothier)    | La Chapelle-Urée                              | Reffuveille                                                |
| Isigny-le-Buat (comm. ass. de La Mancellière) | Isigny-le-Buat (comm. ass. de La Mancellière) | Reffuveille, Isigny-le-Buat (comm. ass. de La Mancellière) |

### Hydrographie
La commune est située dans le bassin Seine-Normandie. Elle est drainée par le fossé 01 de la commune d'Isigny-le-Buat, le fossé 01 de la Fermandière, le ruisseau de la Roche, le ruisseau de la Vallee aux Berges et le ruisseau du Moulinet,,.

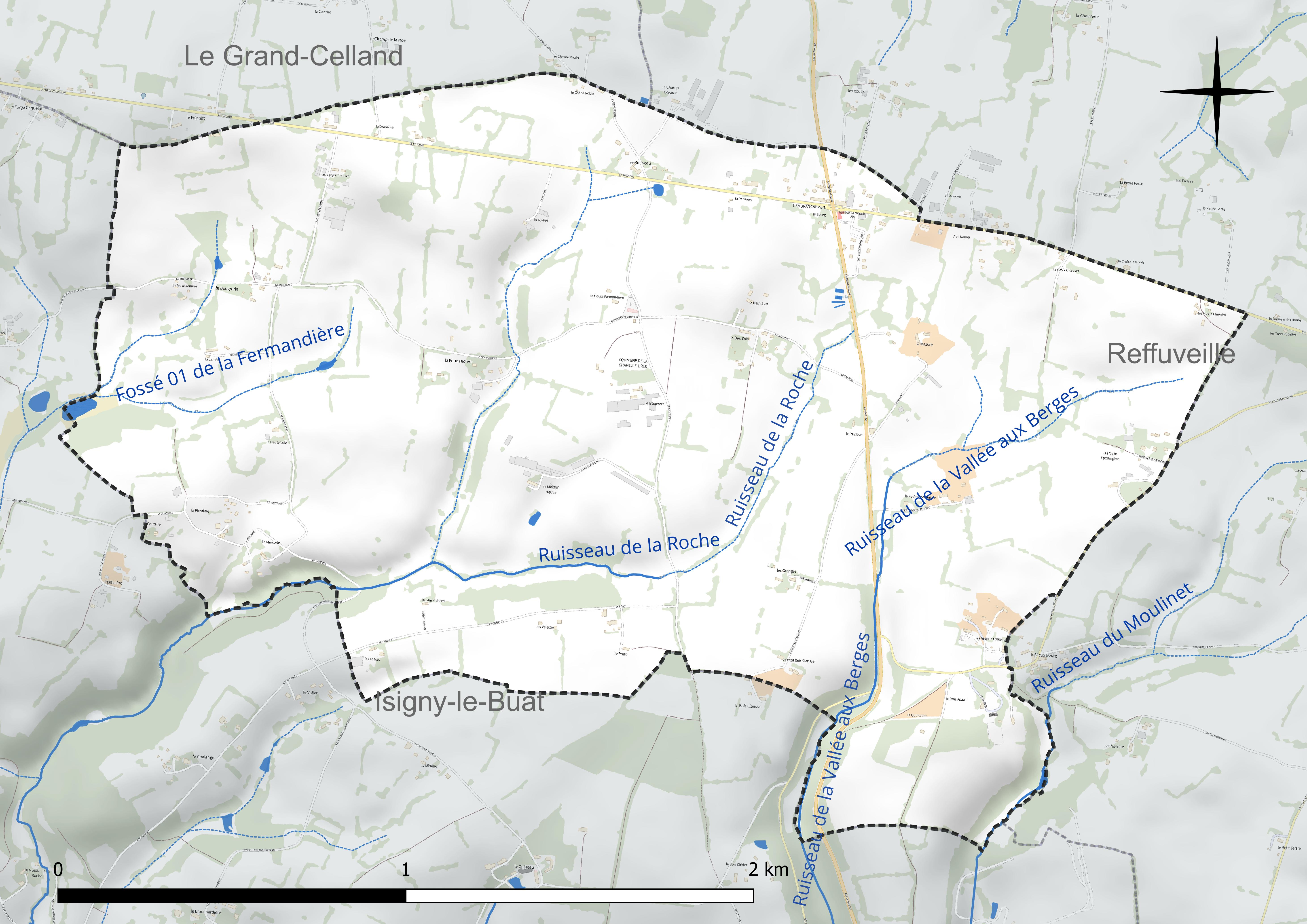
Réseau hydrographique de la Chapelle-Urée.

### Climat
Pour des articles plus généraux, voir Climat de la Normandie et Climat de la Manche.
En 2010, le climat de la commune est de type climat océanique franc, selon une étude du CNRS s'appuyant sur une série de données couvrant la période 1971-2000. En 2020, Météo-France publie une typologie des climats de la France métropolitaine dans laquelle la commune est exposée à un climat océanique et est dans la région climatique  Bretagne orientale et méridionale, Pays nantais, Vendée, caractérisée par une faible pluviométrie en été et une bonne insolation. Parallèlement le GIEC normand, un groupe régional d’experts sur le climat, différencie quant à lui, dans une étude de 2020, trois grands types de climats pour la région Normandie, nuancés à une échelle plus fine par les facteurs géographiques locaux. La commune est, selon ce zonage, exposée à un « climat contrasté des collines », correspondant au Bocage normand, bien arrosé, voire très arrosé sur les reliefs les plus exposés au flux d’ouest, et frais en raison de l’altitude.
Pour la période 1971-2000, la température annuelle moyenne est de 10,4 °C, avec une amplitude thermique annuelle de 13,1 °C. Le cumul annuel moyen de précipitations est de 1 140 mm, avec 15,4 jours de précipitations en janvier et 10,2 jours en juillet. Pour la période 1991-2020, la température moyenne annuelle observée sur la station météorologique la plus proche, située sur la commune de Saint-Hilaire-du-Harcouët à 11 km à vol d'oiseau, est de 11,5 °C et le cumul annuel moyen de précipitations est de 929,5 mm,. Pour l'avenir, les paramètres climatiques de la commune estimés pour 2050 selon différents scénarios d’émission de gaz à effet de serre sont consultables sur un site dédié publié par Météo-France en novembre 2022.

## Urbanisme

### Typologie
Au 1er janvier 2024, La Chapelle-Urée est catégorisée commune rurale à habitat très dispersé, selon la nouvelle grille communale de densité à sept niveaux définie par l'Insee en 2022.
Elle est située hors unité urbaine et hors attraction des villes,.

### Occupation des sols
L'occupation des sols de la commune, telle qu'elle ressort de la base de données européenne d’occupation biophysique des sols Corine Land Cover (CLC), est marquée par l'importance des territoires agricoles (97,8 % en 2018), une proportion identique à celle de 1990 (97,8 %). La répartition détaillée en 2018 est la suivante : zones agricoles hétérogènes (50,8 %), prairies (39,9 %), terres arables (7,1 %), forêts (2,2 %). L'évolution de l’occupation des sols de la commune et de ses infrastructures peut être observée sur les différentes représentations cartographiques du territoire : la carte de Cassini (XVIIIe siècle), la carte d'état-major (1820-1866) et les cartes ou photos aériennes de l'IGN pour la période actuelle (1950 à aujourd'hui).

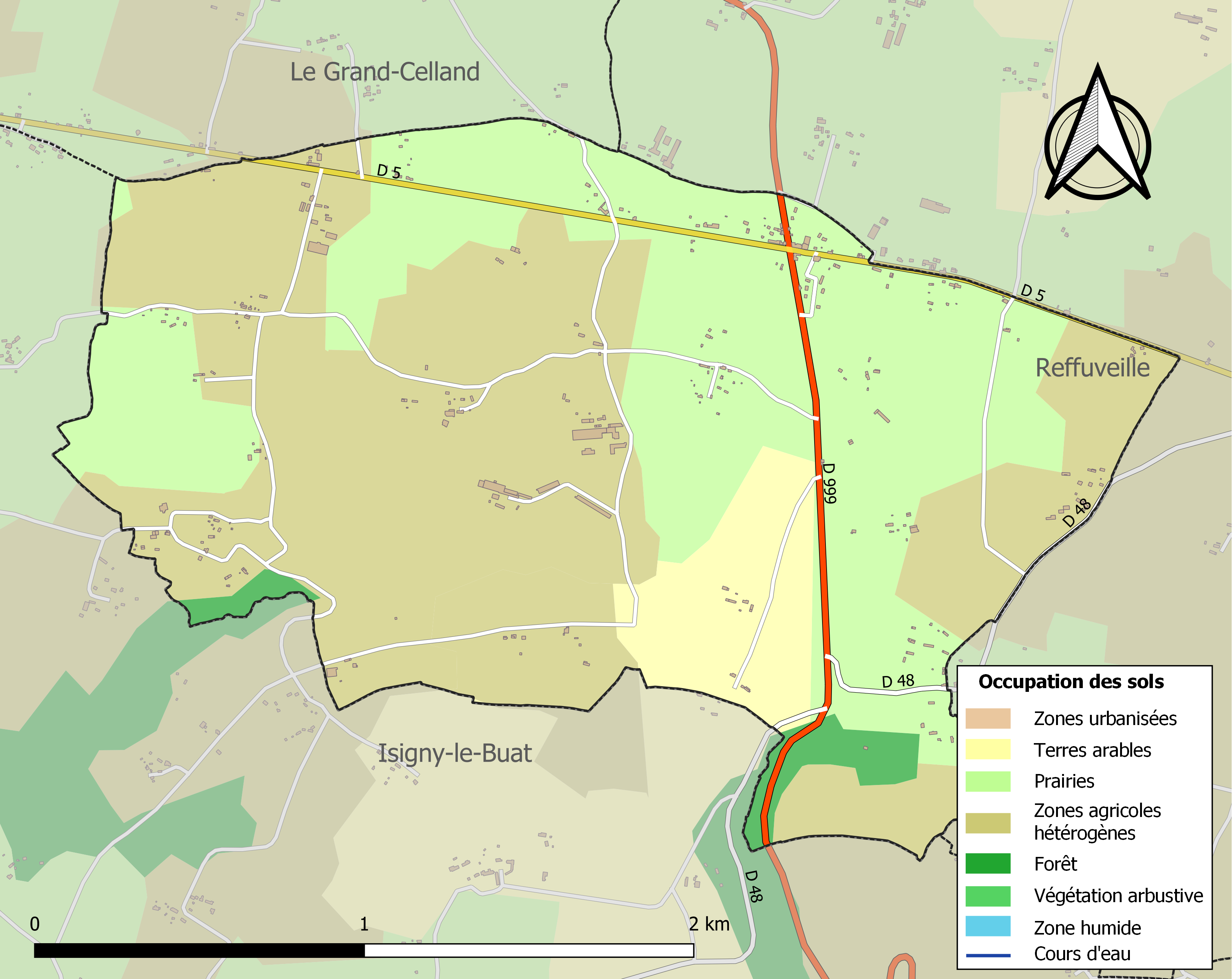
Carte des infrastructures et de l'occupation des sols de la commune en 2018 (CLC).

## Toponymie
Le nom de la localité est attesté sous la forme Capella Uslata en 1180.
Déformation de La Chapelle Ullée, dans lequel ullée est le participe passé du verbe de l'ancien français uller ou usler (du latin uslare) « brûler ». Toponyme médiéval issu de l'ancien français chapele uslee, « chapelle brûlée ». On ignore les circonstances de cet événement, tout comme l'identité du constructeur ou du commanditaire de la chapelle. De l'oïl chapelle et du participe passé uslee, ullée « brûlée » , le r vient de l'attraction savante de latin urere « brûler ».
Le gentilé est Chapelain.

## Histoire
La Chapelle-Urée a pour seigneur la famille de La Broïse (famille noble sur preuves de 1433) qui possédait aussi Ardevon et Mesnil-Adelée. L'un de ses seigneurs, Thomas de La Broïse, participa à la défense du mont Saint-Michel durant la guerre de Cent Ans.
En 1601, Gilles de La Broise, descendant d'une des plus vieilles familles normandes, sieur de la Goutelle et de la Grippière à Reffuveille, acquiert le fief de la Chapelle-Urée et du Boulevert.
Un Jacques-Baptiste de La Broïse défendit la redoute Saint-Maurice au siège de Münster (1759) avec 100 hommes contre 10 000 Hollandais. Il fut décoré de l'ordre de Saint-Louis. Son fils entra en qualité de lieutenant dans l'armée catholique et royale de Normandie, sous les ordres de Louis de Frotté. Jean-Baptiste de La Broise (1735-1820) seigneur de la Chapelle-Urée et résidant au manoir du Boulvert est arrêté en son logis le 1er juin 1796 et condamné à être fusillé par les soldats républicains. Il aura la vie sauve à la suite de l'intervention des chouans.
Le château actuellement rasé s'appelle le château du Boulvert et a donné son nom à la branche de la famille de La Broïse.

## Politique et administration
| Période                                  | Période   | Identité       | Étiquette | Qualité     |
| ---------------------------------------- | --------- | -------------- | --------- | ----------- |
|                                          | 1989      | Auguste Boutin | SE        | Agriculteur |
| 1989                                     | mars 2008 | Gustave Loqué  | SE        | Agriculteur |
| mars 2008                                | En cours  | Guy Boutin     | SE        | Agriculteur |
| Les données manquantes sont à compléter. |           |                |           |             |

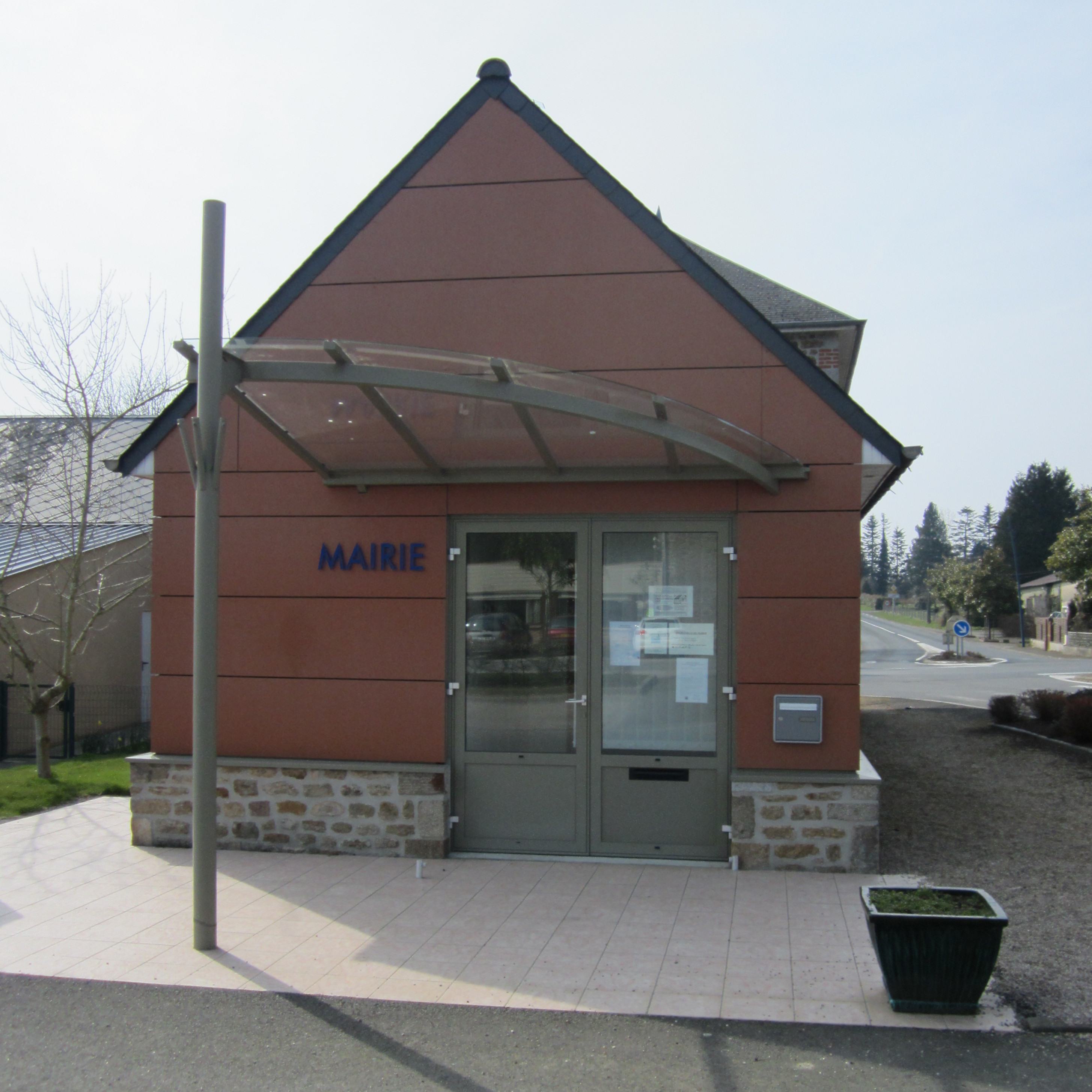
La mairie, située au lieu-dit l'Embranchement.

Le conseil municipal est composé de onze membres dont le maire et deux adjoints.

## Démographie
L'évolution du nombre d'habitants est connue à travers les recensements de la population effectués dans la commune depuis 1793. Pour les communes de moins de 10 000 habitants, une enquête de recensement portant sur toute la population est réalisée tous les cinq ans, les populations de référence des années intermédiaires étant quant à elles estimées par interpolation ou extrapolation. Pour la commune, le premier recensement exhaustif entrant dans le cadre du nouveau dispositif a été réalisé en 2007.
En 2022, la commune comptait 171 habitants, en évolution de +12,5 % par rapport à 2016 (Manche : −0,31 %, France hors Mayotte : +2,11 %).
| 1793 | 1800 | 1806 | 1821 | 1831 | 1836 | 1841 | 1846 | 1851 |
| ---- | ---- | ---- | ---- | ---- | ---- | ---- | ---- | ---- |
| 320  | 314  | 132  | 353  | 408  | 418  | 422  | 414  | 405  |

| 1856 | 1861 | 1866 | 1872 | 1876 | 1881 | 1886 | 1891 | 1896 |
| ---- | ---- | ---- | ---- | ---- | ---- | ---- | ---- | ---- |
| 405  | 374  | 411  | 384  | 381  | 363  | 357  | 345  | 355  |

| 1901 | 1906 | 1911 | 1921 | 1926 | 1931 | 1936 | 1946 | 1954 |
| ---- | ---- | ---- | ---- | ---- | ---- | ---- | ---- | ---- |
| 343  | 335  | 311  | 294  | 314  | 288  | 272  | 282  | 249  |

| 1962 | 1968 | 1975 | 1982 | 1990 | 1999 | 2006 | 2007 | 2012 |
| ---- | ---- | ---- | ---- | ---- | ---- | ---- | ---- | ---- |
| 243  | 218  | 208  | 181  | 169  | 122  | 129  | 130  | 133  |

| 2017 | 2022 | - | - | - | - | - | - | - |
| ---- | ---- | - | - | - | - | - | - | - |
| 158  | 171  | - | - | - | - | - | - | - |

## Lieux et monuments
- Le manoir du Bois Adam (XVIIe, XVIIIe et XIXe siècles) est inscrit aux monuments historiques[34]. Jardin panoramique.
- Église Notre-Dame des XVIIe – XIXe siècles située à l'écart. Le chœur, dont le sol est jonché de plusieurs pierres tombales, est percée de deux fenêtres en anse de panier (XVIIe siècle). Elle abrite deux statues (XVe) : saint Jean l'Évangéliste et un évêque ayant un ours à ses pieds, un bas-relief (XVe) représentant le martyr de sainte Apolline, une chaire à prêcher (XVIe). Sa voûte peinte en bleue et parsemée d'étoiles et de motifs dont certains armoriés.
- Croix de cimetière du XVIIe siècle.

## Activité et manifestations
- Le Carrefour des Arts, expositions ponctuelles, ateliers et résidence d'artistes.
- Foire aux puces, le 15 août, organisée par le comité des fêtes de La Chapelle-Urée.